# Helt Vildt
Helt Vildt (originaltitel: The Wild) er amerikansk-canadisk animationsfilm fra 2006, produceret af Walt Disney Pictures og nummer 46 i rækken af Disneys klassikere.

## Handling
Ryan er en løve, der ønsker at rejse til den vilde afrikanske savanne, hvor hans far Samson engang boede. Da han ankommer selvsendt til Afrika, arbejder hans zoo venner og far sammen om at bringe ham tilbage. De tager selv til Afrika, men dyrene befinder sig i en bunke af fare. De er nødt til at bekæmpe en ond gnu kaldet Kazar. Men Kazar er i sikkerhed i forhold til de andre fare på øen, en vulkan, der er på kanten af udbrud. Kan dyrene finde Ryan og komme ud af Afrika, før vulkanen bryder ud på så kort tid?

## Medvirkende
| Kiefer Sutherland        | Lars Mikkelsen          | Samson         |
| Greg Grips               | Thomas Gylling Andersen | Rune           |
| Eddie Izard              | Klaus Bondam            | Niller         |
| Jim Belushi              | Erik Clausen            | Benny          |
| Janeane Garofalo         | Anne-Grethe Bjarup Riis | Birgit         |
| Richard Kind             | Anders Bircow           | Lasse          |
| William Shatner          | Nis Bank-Mikkelsen      | Kazar          |
| Lenny Venito             | Søren Sætter-Lassen     | Sten           |
| Joseph Siravo            | Henrik Koefoed          | Carlo          |
| Don Cherry               | Søren Spanning          | Pingvinvært    |
| Fred Tatasciore          | Jan Tellefsen           | Victor         |
| Colin Hay                | Troells Toya            | Fergus         |
| Miles Marsico            | Allan Hyde              | Dirk           |
| Jack De Sena             | Søren Ydemark           | Ebbe           |
| Patrick Warburton        | Mads M. Nielsen         | Plak           |
| Danny Mann               | Ole Boisen              | Nelson         |
| David Cowgill            | Donald Andersen         | Hamir          |
| Colin Cunningham         | Jens Jacob Tychsen      | Klippegrævling |
| Eddie Gossling           | Lasse Lunderskov        | Krat           |
| Jonathan Kimmel          | Troells Toya            | Revl           |
| Clinton Leupp            | Trine Appel             | Flodhestemor   |
| Kevin Michael Richardson | Christoffer Bro         | Samsons Far    |
| Dominic Scott Kay        | Zacharias Grassme       | Lille Samson   |
| Nika Futterman           | Vibeke Hastrup          | Skarnbasse 1   |
| Julianne Buescher        | Vibeke Hastrup          | Skarnbasse 2   |
| Chris Edgerly            | Casper Christensen      | Skjul          |
| Bob Joles                | Frank Hvam              | Skalke         |
|                          | Donald Andersen         | Flamingo       |
| Pat Fraley               | Donald Andersen         | Donald         |

Øvrige:
- Anders Ørsager
- Arvid Nielsen
- Mads Enggaard
- Peter Bom
- Emma Morton

## Sange
- ''Dejligt i dag'' sunget af׃ Claus Storgaard
- ''Dejligt i dag finale'' sunget af׃ Claus Storgaard

Instruktør, Dialog, Sang׃ Vibeke Dueholm
Oversættelse, Dialog, Sang׃ Morten Holm-Nielsen, Hans Kristian Bang, Mediaplant

### Dansk Version
- Sun Studio׃ Teknik

- Henrik Storland׃ Indspilning, Editering
- Lars W. Sørensen

- Helle Wellendorph׃ Koordinator

- Svend Christiansen׃ Studioproducer